# كورين فرانكو
كورين سيسيل فرانكو (ولدت كورين بيتي في 5 أكتوبر 1983) هي لاعبة كرة قدم فرنسية اشتهرت بلعبها مع منتخب منتخب فرنسا ونادي أولمبيك ليون للسيدات. حملت شارة نائب قائد النادي الفرنسي ولعب كلاعب خط وسط دفاعي، وغالبًا ما لعبت كصانعة لعب متأخر، كما ظهرت على المستوى الدولي كظهير أيمن.
تعتبر كورين واحدة من أكثر اللاعبات تتويجًا على مستوى الأندية في كرة القدم الاحترافية للسيدات، بعد أن فازت بخمسة كؤوس أوروبية و10 ألقاب في الدوري الفرنسي لكرة القدم للسيدات. شاركت مع المنتخب الفرنسي للسيدات في دورة الألعاب الأولمبية الصيفية 2012. تجاوز مرحلة المجموعات ودور ربع النهائي وخرج من دور نصف النهائي من أمام منتخب اليابان لكرة القدم للسيدات، ويخسر بعدما منتخب الفرنسي أيضا مباراة الميدالية البرونزية لتحقق فريق السيدات الكندي المفاجئة على ملعب مدينة كوفنتري ويمنحن لكندا أول ميدالية في رياضة جماعية في الألعاب الأولمبية الصيفية منذ فوز فريق كرة السلة الكندي للرجال بالميدالية الفضية في برلين عام 1936.